# Randy Pausch

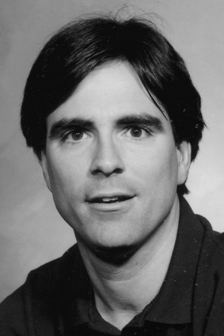
Randy Pausch (aprilie 2008).

Randolph Frederick Pausch (23 octombrie 1960 – 25 iulie 2008) a fost un profesor american de informatică la Universitatea Carnegie Mellon (CMU) din Pittsburgh, Pennsylvania, devenit faimos prin expunerea ținută pe 18 septembrie 2007 la Universitatea Carnegie Mellon, cunoscută sub numele de „The Last Lecture. Really Achieving Your Childhood Dreams” (Ultima prelegere. Cum să-ți îndeplinești cu adevărat visurile copilăriei), care a murit de cancer pancreatic.

## "The Last Lecture"
Și-a alcătuit prelegerea știind că boala de care suferea era în stagiu terminal, iar doctorii îi mai dădeau cel mult 6 luni de viață într-o formă fizică bună. 
Expunerea sa face parte dintr-o serie de prelegeri în care intelectuali de vârf din domeniul academic încearcă să răspundă la întrebarea : “Ce învățături ai dori să împărtășești lumii dacă ai ști că aceasta e ultima ta șansă de a o face?”
Pausch și-a ținut prelegerea în fața unei asistențe de 400 de colegi și studenți, care l-au întâmpinat cu ovații. El a glumit pe seama denumirii seriei “Last Lecture”, al cărei nume fusese de curând schimbat în "Journeys" (Călătorii), spunând că numele precedent s-ar fi potrivit mult mai bine în cazul său. 
Expunerea sa a fost pasionantă, fiind punctată de numeroase anecdote și glume. Planul prelegerii a urmărit să arate cum a reușit el să-și îndeplinească visurile copilăriei, acestea fiind:
-să experimenteze lipsa gravitației;
-să devină jucător profesionist de fotbal american în NFL;
-să scrie un articol în World Book Encyclopedia;
-să fie căpitanul Kirk, din cunoscutul serial SF Star Trek;
-să câștige animale de pluș în parcurile de distracții;
-să devină un imagineer la firma „Disney”, pentru a crea atracții în parcurile tematice.
Randy Pausch a încercat cu adevărat să-și realizeze visurile și a relatat povestea fiecărei încercări în acest sens, pentru a ajuta auditoriul să găsească metode concrete de a-i urma exemplul. Chiar și obstacolele care i s-au pus uneori în cale au avut valoarea lor, căci ele l-au ajutat să dea măsura propriei voințe pentru a le depăși.
Din vis în vis, profesorul a dezvăluit și ceea ce considera el esențial în transmiterea cunoștințelor, precum eficiența muncii în echipă și toate șiretlicurile care i-au permis să facă dintr-o disciplină aridă, precum programarea pe computer, un adevărat joc.
Fie că au fost încununate de succes, fie că s-au soldat cu eșecuri, încercările lui au devenit etape ale unui adevărat parcurs inițiatic care a explorat substanța benefică a visului. Pentru Randy Pausch căutarea a fost uneori mai importantă decât atingerea scopului inițial. Pe drumul către un obiectiv ratat pot fi găsiți uneori germenii altuia, mai important, care va reuși.
Pentru profesorul Pausch la fel de important ca realizarea propriilor visuri a fost să-i ajute pe alții să-și atingă visurile. Dimensiunea umană a fiecărei aventuri a fost potențată și de desele evocări ale persoanelor care au contat în viața sa, cărora le-a adus mulțumirile meritate. 
Prin pasiunea cu care dezvăluie motorul propriei sale reușite discursul lui Randy Pausch proiectează o viziune a vieții plină de speranță și optimism.

## Citate din "The Last Lecture"
-	Nu putem schimba cărțile care ne-au fost împărțite, ci felul în care le jucăm.
-	Experiența este ceea ce obții când nu obții ceea ce îți doreai.
-	Zidurile de cărămidă sunt acolo pentru un motiv. Zidurile de cărămidă nu sunt acolo pentru a ne ține pe noi afară; zidurile de cărămidă sunt acolo pentru a ne da o șansă să arătăm cât de mult ne dorim ceva. Zidurile de cărămidă sunt acolo pentru a-i opri pe cei ce nu vor lucrul acela suficient de mult. Ele sunt acolo pentru a-i opri pe alții.
-	Când vezi că faci ceva greșit și nimeni nu se deranjează să-ți mai atragă atenția, asta e cu adevărat foarte rău. Criticii tăi sunt cei care îți spun că te iubesc și că le pasă de tine.
-	Cel mai mare dar pe care îl poate face un educator e să facă pe cineva să devină autoreflexiv.
-	Cel mai bun mod de a învăța ceva pe cineva e să-l faci să creadă că învață altceva.
-	Îi faci pe oameni să te ajute spunând adevărul; fiind onest. Prefer oricând o persoană onestă uneia la modă, pentru că moda e pe termen scurt, onestitatea e pe termen lung.
- Mi-a luat mult timp, dar în cele din urmă mi-am dat seama: când e vorba de bărbați care au un interes romantic față de tine, e foarte simplu: ignoră tot ceea ce îți spun și fii atentă doar la ceea ce fac. E cu adevărat foarte simplu. (Repetând cuvintele unei secretare de la Universitatea Carnegie Mellon)
-	Fii recunoscător.
-	Nu te plânge; muncește mai mult.
-	Fii bun la ceva. Asta te face valoros.
-	Profesorii tineri de la facultate veneau la mine și îmi spuneau: „Uau, ai devenit profesor titular mai devreme; care-i secretul tău?” Le-am spus, „E destul de simplu, căutați-mă în orice zi de vineri la 10 seara la mine în birou și vă voi spune.”
-	Norocul e acel moment în care pregătirea se întâlnește cu oportunitatea.
-	Dacă îți trăiești corect viața, karma se va îngriji de ea însăși. Visurile vor veni ele la tine.

## Ecouri în mass-media
Pausch a fost desemnat „Persoana săptămânii” în emisiunea „World News with Charles Gibson” de pe canalul tv american ABC, pe 21 septembrie 2007. În urma ecourilor din mass-media, înregistrarea video a acestei conferințe a devenit un succes instantaneu pe internet. În numai o lună a fost vizionată de peste un milion de ori. Pe 6 octombrie 2007 Pausch a fost invitat de echipa de fotbal american Pittsburgh Steelers să se antreneze cu jucătorii, după ce s-a aflat că unul dintre visurile sale din copilărie, menționat în "The Last Lecture", a fost să joace în "National Football League". Pe 22 octombrie 2007 Randy Pausch a fost invitat să discute despre situația sa și să țină o versiune prescurtată a prelegerii sale în emisiunea lui Oprah Winfrey. Fiind un fan Star Trek devotat, Pausch a fost invitat de regizorul de film J.J. Abrams să joace un rol în următorul film Star Trek. Abrams a auzit despre condiția lui Pausch și i-a trimis un e-mail pentru a-i propune rolul. Pausch a acceptat și a mers la Los Angeles să filmeze scena. Nu numai că a apărut în film, dar i s-a dat și să rostească o replică. Pausch a donat pentru cauze caritabile cei 217,06 dolari câștigați în urma interpretării din Star Trek. Pe 9 aprilie 2008, canalul tv ABC a transmis o emisiune de o oră a Dianei Sawyer despre Pausch, intitulată "The Last Lecture: A Love Story For Your Life.", iar pe 29 iulie 2008, după moartea profesorului, ABC a transmis o urmare a acestei emisiuni, în amintirea lui Pausch. 
În mai 2008 revista „Time” l-a ales pe Randy Pausch printre cei mai influenți 100 de oameni din lume.
Pausch, în colaborare cu reporterul Jeff Zaslow, de la "Wall Street Journal", a publicat o carte intitulată chiar „The Last Lecture”, care a ajuns pe locul 1 pe lista de best-selleruri a ziarului "New York Times" pe data de 22 iunie 2008 și a rămas în top timp de 39 de săptămâni, fiind încă pe locul 1 pe data de 9 ianuarie 2009. 
Un număr impresionant de oameni i-au adresat mulțumiri lui Pausch pentru inspirația pe care au găsit-o în cuvintele sale.

## Lucrări în limba română
Randy Pausch împreună cu Jeffrey Zaslow, Ultima prelegere, Editura Curtea Veche, București, 2008, ISBN 978-973-669-696-1